# Holarchaea
Holarchaea är ett släkte av spindlar. Holarchaea ingår i familjen Holarchaeidae.
Holarchaea är enda släktet i familjen Holarchaeidae.
Kladogram enligt Catalogue of Life:
| Holarchaea | \| \| Holarchaea globosa \| \| \| \| \| \| Holarchaea novaeseelandiae \| \| \| \| |
|            | \| \| Holarchaea globosa \| \| \| \| \| \| Holarchaea novaeseelandiae \| \| \| \| |
|            | Holarchaea globosa                                                                |
|            |                                                                                   |
|            | Holarchaea novaeseelandiae                                                        |
|            |                                                                                   |